# Gotthard M. Teutsch

Gotthard Teutsch

Gotthard Martin Teutsch (* 13. Dezember 1918 in Leutershausen (Baden); † 19. April 2009 in Bayreuth) war ein deutscher Soziologe und Philosoph, der sich als Hochschullehrer unter anderem mit Sozialethik und Sozialbeziehungen zwischen Mensch und Tier befasste.

## Leben
Teutsch studierte von 1938 bis 1944 an den Universitäten Heidelberg, München und Freiburg Chemie und Geschichte, unterbrochen von einem Jahr an der PH München-Pasing, wo er 1942 auch die Prüfung für das Lehramt an Volksschulen ablegte. Nach mehrjähriger Berufstätigkeit als freischaffender Schriftsteller und Lektor nahm er 1952 an der Universität Erlangen das Studium der Geschichte und Pädagogik wieder auf, wo er ein Jahr später zum Dr. phil.  promoviert wurde. Danach war er unter anderem auch während einiger Zeit am Forschungsinstitut für Menschenrechte in Zürich tätig.
Im Jahr 1962 kam Teutsch als Hochschuldozent für Soziologie und Politik an die Pädagogische Hochschule Karlsruhe. Bis 1984 war er dort in Lehre und Forschung als Dozent (von 1965 bis 1970 auch als Rektor) tätig und gründete 1968 das Hodegetische Institut der Pädagogischen Hochschule, das er bis 1984 leitete. Ab den Siebziger Jahren engagierte er sich sehr stark für die Belange des Tier- und Umweltschutzes. Von 1977 bis 1979 beteiligte sich er an der Ökumenischen Initiative Ethik der Schöpfung. Er war zudem Mitglied in kirchlichen beratenden Umweltgremien und der Kommission für da geistige Werk Albert Schweizers.
Neben der Publikation eigener Werke – unter ihnen die Lexika zur Umwelt- und Tierschutzethik (Göttingen 1985 und 1987) – baute der in Bayreuth lebende Teutsch an der Badischen Landesbibliothek in Karlsruhe ab 1992 auch das „Archiv für Ethik im Tier-, Natur- und Umweltschutz (AET)“ auf.

## Publikationen (Auswahl)
- 1953: Die Indo-Pakistan-Frage vor dem Sicherheitsrat der Vereinten Nationen, o. O.
- 1975: Soziologie und Ethik der Lebewesen, Bern: Lang Bd. 14, ISBN 978-3-261-01683-6
- 1975: Soziologie und Ethik der Lebewesen, Bern: Lang Bd. 54, ISBN 978-3-261-01683-6; 2. Auflage 1978
- 1977 (mit anderen): Der Mensch als Mitgeschöpf: Aspekt einer neuen Ethik. Festschrift Hans-Wolfgang Heidland.
- 1979: Die Frage der Zuverlässigkeit des wissenschaftlichen Versuches an und mit lebenden Tieren.
- 1979: Zulässigkeit der Intensivhaltung von Nutztieren.
- 1980 (mit anderen): Erziehen zur ethischen Verantwortung.
- 1983: Tierversuche und Tierschutz.
- 1985: Lexikon der Umweltethik.
- 1987: Da Tiere eine Seele haben ... : Stimmen aus 2 Jahrtausenden, Stuttgart : Kreuz-Verlag, ISBN  	978-3-7831-0847-7
- 1987: Mensch und Tier: Lexikon der Tierschutzethik, Vandenhoeck u. Ruprecht, ISBN 978-3-525-50171-9
- 1989: Das Tier als Objekt: Streitfragen zur Ethik des Tierschutzes, Frankfurt/Main: VAS, Verl. für Akad. Schr., ISBN 978-3-88864-105-3
- 1995: Die „Würde der Kreatur“. Erläuterungen zu einem neuen Verfassungsbegriff am Beispiel des Tieres, ISBN 9783258051833
- 2001: Soziologie und Ethik der Lebewesen: eine Materialsammlung, Bochum: Biblioviel, ISBN 978-3-928781-34-3
- 2001: Ethik der Tierversuche, Bochum: Biblioviel, ISBN 978-3-928781-40-4
- 2002: Gerechtigkeit auch für Tiere: Beiträge zur Tierethik, Bochum: Biblioviel, ISBN 978-3-928781-36-7